# Discoverer–9
A Discoverer–9 (1960-F01) amerikai felderítő műhold.

## Küldetése
Corona egy amerikai felderítő műhold-rendszer volt, amelyet a légierő (USAF) segítségével a CIA tudományos és technológiai igazgatósága üzemeltetett. A korai Corona indításokat a Discoverer kódnévvel hajtották végre. Részben tudományos-technikai kísérletekre, illetve felderítési célokra alkalmazták.
A program célja, hogy a felderítési adatokat, képeket egy visszatérésre alkalmas kapszula hordozza. Elsősorban a Szovjetunió, valamit Kína területeiről gyűjtött – katonai és polgári – adatokat visszajuttatva lehetőséget adjon a támadó eszközök elhelyezéséről, mozgásáról, a kódolt kapcsolattartásról, a várható veszélyeztetésről, lehetővé téve a szükségszerű ellenintézkedéseket. A műholdrendszerrel igyekeztek kiváltani az U–2 felderítő repülőgépeket.

## Jellemzői
1960. február 4-én a légierő Vandenbergben lévő indítóállomásáról egy Thor-Agena A hordozórakétával indították Föld körüli pályára. Technikai okok miatt a pályára állítás sikertelen volt.

## Külső hivatkozások
- Discoverer–9. nasa.gov. (Hozzáférés: 2012. november 23.)

| Elődje: Discoverer–8 | Discoverer műholdak 1959–1962 | Utódja: Discoverer–10 |